# Дом д’Англюр
Англюр (фр. Anglure) — французский дворянский род, существовавший в XII—XVIII веках.

## История рода
Семья д’Англюр происходила из Шампани, и первоначально носила имя Сен-Шерон (Saint-Chéron). Первый известный представитель рода, Ангорбран де Сен-Шерон (Angorbrannus, miles de Sancto Karauno), известен благодаря спору с аббатом Понтиньи из-за леса Сен-Лу. Этот конфликт был улажен соглашением 10 марта 1195 при посредничестве маршала Шампани Жоффруа де Виллардуэна.
Оже или Ожье I де Сен-Шерон участвовал в Четвертом крестовом походе в составе шампанского отряда под командованием Матье де Монморанси и Виллардуэна.
Оже II де Сен-Шерон (ум. 1256) приобрел сеньорию Англюр благодаря браку с Эльвидой, дамой д’Англюр. Оже III и его брат Саладен в начале XIV века служили королю Франции в войне с фламандцами, Оже IV и Оже V участвовали в Столетней войне.
Представители ветви виконтов д’Эстож, основанной вторым сыном Оже V Жаном Саладеном (ум. 1403), прославились в XV—XVI веках. Симон Саладен, виконт д’Эстож, был камергером короля Рене Доброго, Рене д’Англюр (ум. 1529) — Франциска I, и отличился на полях сражений в Италии. Жак д’Англюр, виконт д’Эстож, сражался при Жарнаке и Монконтуре, и был депутатом от Шампани на штатах в Блуа.
Последняя из ветвей рода, представители которой носили титулы графов де Бурлемон, маркизов де Си, принцев д’Амблиз и герцогов д’Атри, угасла в 1706.

## «Герб Саладина»
С гербом и родовым прозвищем Саладен связана семейная легенда, согласно которой, один из рыцарей во время крестового похода попал в плен к египетскому султану Саладину. Тот отпустил пленника, обещавшего собрать за себя выкуп. Так как у рыцаря не было богатых родственников, и нужную сумму он собрать не смог, то по истечении срока, данного султаном, вернулся в плен, чтобы не нарушить своего слова. Не уступавший ему в благородстве султан согласился отпустить рыцаря без выкупа, поставив условие, что один из сыновей в каждом поколении будет зваться Саладином, а в герб Сен-Шеронов будет включена восточная символика — бубенцы и полумесяцы.
Как полагали ещё исследователи XVII века, эта легенда возникла во времена крестовых походов Людовика Святого, и имела целью придать блеск роду д’Англюр, на старинных печатях которого нет никаких полумесяцев, а имя Саладен появляется только к концу XIII века. Тем не менее, легенда была весьма популярна, и Фруассар, рассказывая о подвигах Оже IV д’Англюра, сообщает, что его боевой клич был «Дамаск!», и он носил «герб Саладина».